# Tina Maze
Tina Maze (n. 2 mai 1983, Slovenj Gradec, Comuna urbană Slovenj Gradec, Slovenia) este o schioară alpină ce a reprezentat Slovenia, medaliată olimpică. A participat la 4 ediții ale Jocurilor Olimpice (2002, 2006, 2010, 2014) în care a câștigat două medalii de aur și două medalii de argint.